# Кубомедузы
Кубомеду́зы (лат. Cubozoa) — класс стрекающих. Эта небольшая группа включает около 20 видов, населяющих тропические и тёплые умеренные моря с океанической солёностью. Кубомедузы довольно быстро плавают и способны легко изменять направление движения. Для нескольких видов семейства харибдид (Carybdeidae) описаны живорождение и «брачные игры», в ходе которых происходит сперматофорное осеменение. Некоторые представители опасны для человека: ожоги, вызываемые их стрекательными клетками, могут быть смертельны.

## Распространение
Кубомедузы описаны почти во всех тропических и субтропических водах с океанической солёностью. Два вида — Carybdea marsupialis и Carybdea rastoni отмечены также в морях умеренного пояса.

## Строение полипа
Тело кубиполипа имеет форму конуса или бутылки. Подошва находится в прикреплённой к субстрату перидермальной чашечке. На противоположном подошве конце тела на вершине ротового конуса располагается ротовое отверстие. Оно ведёт в слепо замкнутую пищеварительную полость. У кубиполипов полость кишечника, в отличие от полипов других стрекающих, не подразделена септами на карманы и, таким образом, имеет форму мешка. Вокруг ротового конуса располагается венчик из небольшого числа (менее 10) щупалец. Их расположение не демонстрирует строгой радиальной симметрии.
Кубиполипы, образующиеся в ходе почкования других кубиполипов, некоторое время способны ползать по субстрату, однако вскоре выделяют перидермальную чашечку и переходят к сидячему образу жизни. Перед образованием кубомедузы, ещё до отделения от субстрата, кубиполип претерпевает значительные перестройки, которые заключаются в формировании характерных для медуз органов.

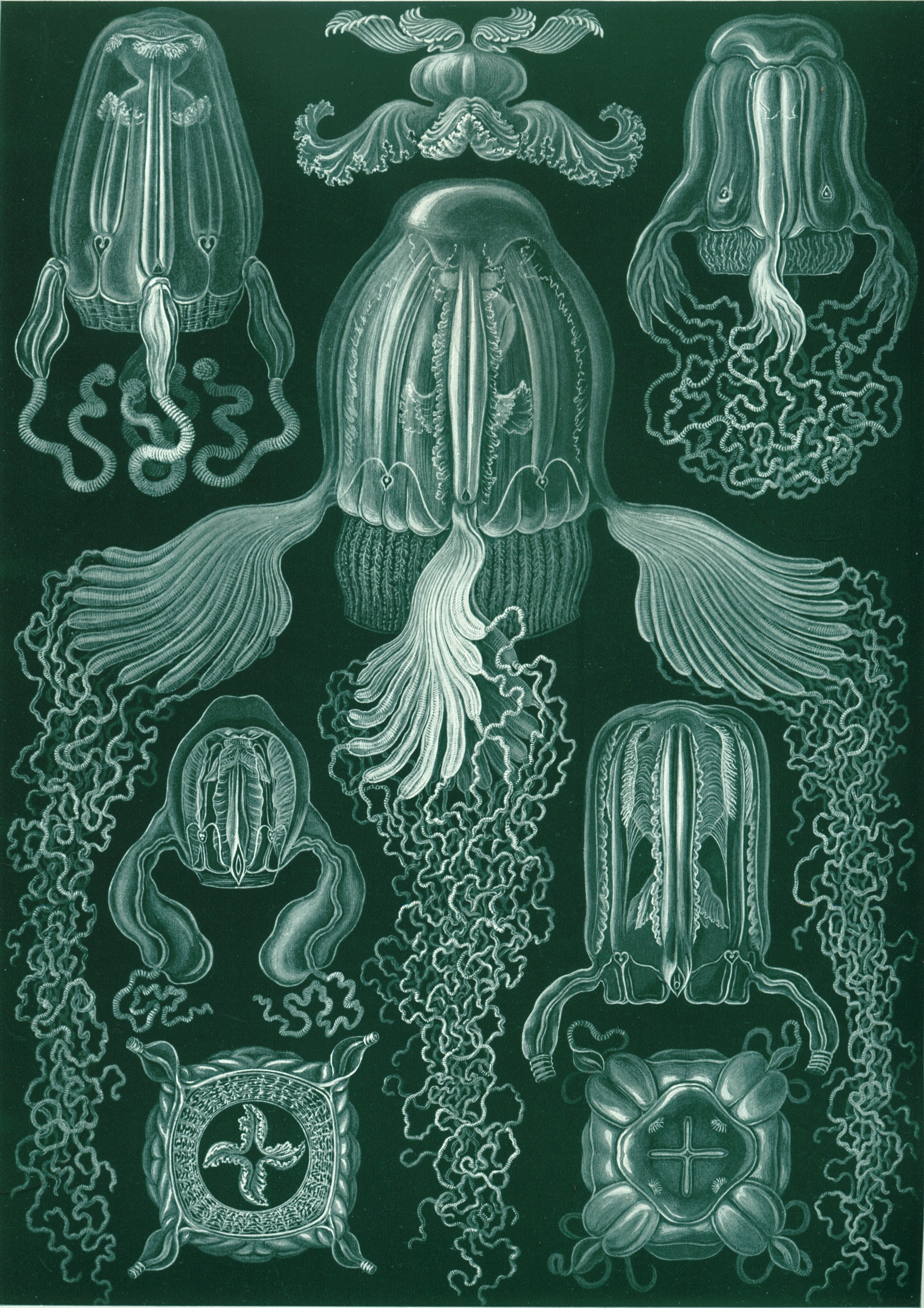
Кубомедузы.

## Строение медузы

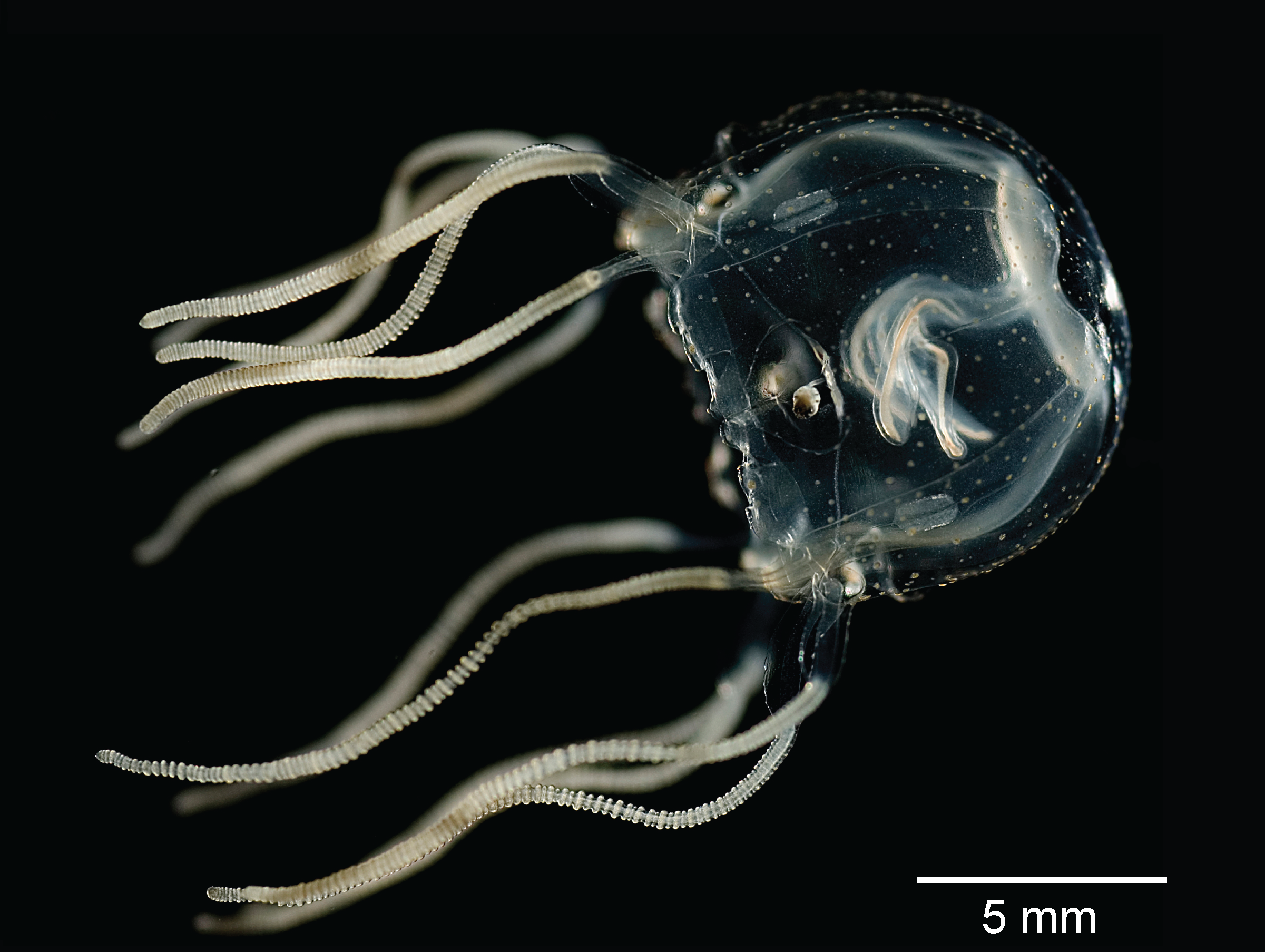
Tripedalia cystophora

Кубомедуз легко отличить от представителей других классов стрекающих по форме колокола, которая в сечении имеет прямоугольную форму. Субумбреллярное (располагающееся внутри колокола) пространство ограничено мускулистой складкой края колокола (велариумом). Реактивное движение медузы осуществляется за счёт сокращения мускулатуры колокола, в результате чего из субумбреллярного пространства выбрасывается мощная струя воды, толкающая медузу в противоположную сторону. Сокращения велариума позволяют не только уменьшать диаметр выводного отверстия, усиливая силу реактивной струи, но и — при асимметричном сокращении — изменять направление струи, определяя тем самим направление, в котором будет двигаться медуза.
По четырём углам колокола расположены основания щупалец, от каждого из которых отходит одно (в семействе Carybdeidae) или несколько (в семействе Chirodropidae) щупалец. Покрывающий щупальца эпидермис содержит батареи стрекательных клеток, с помощью которых кубомедузы убивают своих жертв. Щупальцами же медузы перемещают жертв в субумбреллярное пространство, где расположен ротовой стебелёк (манубриум), на конце которого открывается ротовое отверстие. Обычно длина манубриума приблизительно равна высоте колокола, так что рот расположен на уровне его края.
Один из видов кубомедуз, Carybdea sivickisi, имеет на внешней поверхности колокола четыре прикрепительных поля, которыми может приклеиваться к различным донным субстратам.

### Нервная система и органы чувств
Нервная система кубомедуз заметно более совершенна по сравнению с другими стрекающими. В основе её лежат диффузное нервное сплетение (нервный плексус) и нервное кольцо, расположенное по краю колокола.
Между основаниями щупалец расположены прикрытые складками сенсорные структуры — ропалии. Каждый ропалий включает орган равновесия и шесть глаз: четыре простых (в форме бороздки или бокала) и два очень сложных. Последние состоят из роговицы, линзы и сетчатки. Недавние исследования обнаружили в составе клеток сетчатки кубомедуз белки, которые чувствительны к свету синей, зелёной и ультрафиолетовой частей спектра и похожи на родопсины и опсины позвоночных. Обработка оптических изображений, по всей видимости, происходит в нервном кольце, отростки которого подходят к ропалию.

## Образ жизни, поведение и питание
Медуз этой группы обычно встречают на мелководье с песчаным дном. Днём они, как правило, находятся вблизи дна, а ночью перемещаются к поверхности воды. Наблюдения в естественных условиях затруднены тем, что при приближении водолаза кубомедузы быстро плывут прочь. Кубомедузы — активные пловцы и способны передвигаться со скоростью до 6 метров в минуту. Некоторые представители обладают положительным фототаксисом: направленно движутся в сторону источника света.
Хотя кубомедузы активны в течение любого времени суток, питаются преимущественно в вечерних сумерках и ночью. В отличие от большинства других кишечнополостных, в процессе питания у них играет большую роль зрение. Пищевое поведение у разных видов различается слабо. Захваченную щупальцами и поражённую стрекательными клетками добычу они сокращением щупалец перемещают ко рту. После этого медуза располагается в воде вертикально (ротовым отверстием кверху или книзу) и поглощает пищу.
Кубомедузы — важное звено пищевой цепи прибрежных акваторий, где они выступают в роли хищников. Питаются преимущественно небольшими рыбами и ракообразными. В качестве жертв могут также выступать полихеты, щетинкочелюстные и другие беспозвоночные.

## Размножение и жизненный цикл
До семидесятых годов XX века исследователи имели дело преимущественно со стадией медузы, и жизненный цикл кубомедуз оставался неизвестен. Впервые реконструировать его удалось немецкому исследователю Бернарду Вернеру в 1971 году.
Как и у других представителей группы Medusozoa, жизненный цикл кубомедуз включает стадии полипа и медузы. Одиночный полип прикреплён ко дну и способен размножаться бесполым путём (почкованием). В дальнейшем он претерпевает метаморфоз: после ряда морфологических изменений большая часть полипа отделяется и переходит к жизни в толще воды, становясь медузой. Оставшаяся на дне часть через некоторое время погибает.
Медузы способны размножаться половым путём. Как правило, оплодотворение у кубомедуз наружное. Существует, однако, ряд исключений. Например, самцы Carybdea sivickisi выделяют и передают самкам сперматофоры (пакеты со сперматозоидами), которые хранятся в кишечной полости последних до момента оплодотворения. Самки другого вида (Carybdea rastoni) активно собирают пряди спермы, которые выделяют самцы. Из яйца развивается свободноплавающая ресничная личинка (планула), которая оседает на дно и превращается в полипа.
Существует две трактовки такого жизненного цикла. С одной стороны, образование только одной медузы из полипа можно рассматривать как метаморфоз. В этом случае оказывается, что медуза и полип — две стадии онтогенеза одной особи. Вторая трактовка предполагает, что медуза формируется в ходе особой формы размножения — монодисковой стробиляции, аналогичную полидисковой стробиляции полипа при продуцировании медуз у сцифоидных.

## Опасность для человека
Свидетельством опасности кубомедуз для человека являются специальные сети, которые натягивают вдоль пляжей в северном Квинсленде (Австралия) для защиты от них. Хотя почти каждый год в Австралии случаются смертельные случаи вследствие ожогов от кубомедуз Chironex fleckeri, последствия взаимодействия с ними для человека могут быть различны.
Так, медуза ируканджи (Carukia barnesi) является причиной возникновения «синдрома ируканджи», который выражается в сильных болях в спине и в животе, очень сильной головной боли, усиленном местном потоотделении и рвоте, а также проблемах с мочевыделением. Существует противоядие, помогающее как при ожогах Chironex fleckeri, так и при ожогах, вызванных Carukia barnesi. Также предотвратить активацию нематоцист этих медуз, которые ещё не жалили, может уксусная кислота — в то время как при действии других медуз уксус, наоборот, облегчает активацию нематоцистов.

## Филогения и система
До реконструкции жизненного цикла кубомедуз включали в состав класса сцифоидных в ранге отряда. Современные представления о родственных отношениях этой группы с другими стрекающими разнятся. Как правило, в литературе кубомедуз упоминают в ранге класса с неясным систематическим положением. Однако результаты некоторых исследований продолжают указывать на то, что Cubozoa — сестринский или даже дочерний таксон по отношению к классу сцифоидных.
По состоянию на 2022 год в группе описано два отряда, восемь семейств и около 66 видов.
- Отряд Carybdeida[англ.] Gegenbaur 1857
  - Семейство Carybdeidae[англ.] Gegenbaur 1857
  - Семейство Tamoyidae[англ.] Haeckel 1880
  - Семейство Tripedaliidae[англ.] Conant 1897
  - Семейство Alatinidae[англ.] Gershwin 2005
  - Семейство Carukiidae[англ.] Bentlage, Cartwright, Yanagihara, Lewis, Richards & Collins 2010
- Отряд Chirodropida[англ.] Haeckel 1880
  - Семейство Chirodropidae[англ.] Haeckel 1880
  - Семейство Chiropsalmidae[англ.] Thiel 1936
  - Семейство Chiropsellidae Toshino, Miyake & Shibata 2015

## Палеонтология
Древнейшей кубомедузой считается Anthracomedusa turnbulli из каменноугольных отложений близ Чикаго (Иллинойс, США). Эта ископаемая медуза жила 323—290 миллионов лет назад, имела квадратный в разрезе купол и собранные в пучки щупальца. Исследователи отнесли её к семейству Chirodropidae. Также ископаемые кубомедузы из семейства Carybdeidae найдены в верхнеюрских отложениях Франции.

## В культуре
- Играет важную роль в фильме «Семь жизней».